# Cronaca del luogo
Cronaca del luogo (Platsens krönika) är en opera i en akt med musik av Luciano Berio och libretto av Talia Pecker Berio.

## Historia
Berio komponerade verket 1998–1999 på uppdrag av Festspelen i Salzburg att uppföras i Felsenreitschule som är en utomhusarena med fonden uthuggen ur berget. Hans hustru Talia Pecker Berio skrev librettot och verket hade premiär den 24 juli 1999. Vid premiären uppträdde flera av musikerna i gallerier uthuggna i berget bakom scenen. Rollen som R skrev Berio för sopranen Hildegard Behrens. Vid premiären medverkade även barytonsångaren Urban Malmberg och trombonisten Christian Lindberg.

## Personer
Roller i operan:
- R (sopran)
- Orvid (mezzosopran)
- Phanuel (tenor)
- Nino (aktör-sångare)
- Generalen (baryton)
- Mannen utan ålder (baryton)
- Barnet, en dam (mezzosopran)
- Sindaco (baryton)

## Handling
Operan är uppbyggd enligt följande:
Prolog
1. L'Assedio (Belägringen)
2. Il Campo (Fältet)
3. La Torre (Tornet)
4. La Casa (Huset)
5. La Piazza (Piazzan)

Handlingen pågår inuti kvinnan R:s inre och kretsar kring fem situationer av vilka två explicit hänvisar till Gamla testamentet: den första, Belägringen (av Jerikos murar) och den tredje, byggandet av Babels torn. Den sista, Piazzan, pendlar mellan gammalt och modernt och visar framtvingad exil som kan vara just förintelse och förstörelse. Den andra och fjärde (Fältet och Huset) innehåller en mer poetisk sfär, liksom prologen.